# III Giochi sudamericani
I III Giochi sudamericani si sono svolti a Santiago del Cile, in Cile, dal 28 novembre all'8 dicembre 1986.
Alcune delle gare previste furono tuttavia disputate nelle città di Concepción e Viña del Mar. I terzi giochi furono i primi che utilizzarono la denominazione Juegos Sudamericanos (Giochi sudamericani), mentre precedentemente erano noti come Juegos Deportivos Cruz del Sur (Giochi della Croce del Sud), organizzati sempre sotto il patrocinio della Organización Deportiva Sudamericana (ODESUR).

## Sport
- Tiro con l'arco (medaglie non assegnate)
- Atletica leggera
- Bowling (esibizione)
- Pugilato
- Ciclismo su strada
- Scherma
- Calcio (Under-20)
- Ginnastica artistica
- Judo
- Canottaggio
- Vela
- Sport sott'acqua
- Tiro
- Taekwondo
- Tennis (medaglie non assegnate)
- Sollevamento pesi
- Lotta

## Medagliere
Paese ospitante
| Posiz. | Nazione   | Oro | Argento | Bronzo | Totale |
| ------ | --------- | --- | ------- | ------ | ------ |
| 1      | Argentina | 80  | 44      | 45     | 169    |
| 2      | Cile      | 50  | 66      | 60     | 176    |
| 3      | Uruguay   | 17  | 15      | 12     | 44     |
| 4      | Ecuador   | 16  | 17      | 25     | 58     |
| 5      | Brasile   | 14  | 10      | 12     | 36     |
| 6      | Perù      | 13  | 26      | 35     | 74     |
| 7      | Bolivia   | 2   | 2       | 6      | 10     |
| 8      | Paraguay  | 1   | 6       | 8      | 15     |
| 9      | Venezuela | 0   | 1       | 1      | 2      |
| 10     | Colombia  | 0   | 1       | 0      | 1      |
| Totale | Totale    | 193 | 188     | 204    | 585    |